# Сельський Петро Романович
Петро Романович Сельський (нар. 20 лютого 1973, с. Новосілка, Україна) — український вчений у галузі медицини,  доктор медичних наук (2014), професор (2015), професор кафедри патологічної анатомії з секційним курсом та судовою медициною Тернопільського національного медичного університету імені І. Я. Горбачевського. Пастор Церкви християн віри євангельської України.

## Життєпис
Петро Сельський народився 1973 року в селі Новосілці Підволочиського району Тернопільської області, Україна.
Закінчив Новосілківську загальноосвітню школи І—ІІ ступенів, Кременецьке медичне училище, Тернопільську державну медичну академію (1998, нині університет).
Після закінчення університету (1998-2000) — лікар-інтерн, анестезіолог-реаніматолог у Тернопільській обласній лікарні.
Від 2000 — у Тернопільському національному медичному університеті імені І. Я. Горбачевського на кафедрі патологічної анатомії з секційним курсом та судової медицини: аспірант (2000—2001), асистент (2001—2005), доцент (2005—2012), професор (з 2012), декан факультету іноземних студентів (від лютого 2015). Член вченої ради ТНМУ. Директор центру незалежного тестування знань студентів (2008—2015).
Член Всеукраїнської асоціації патологів України (з 2004).

## Наукова діяльність

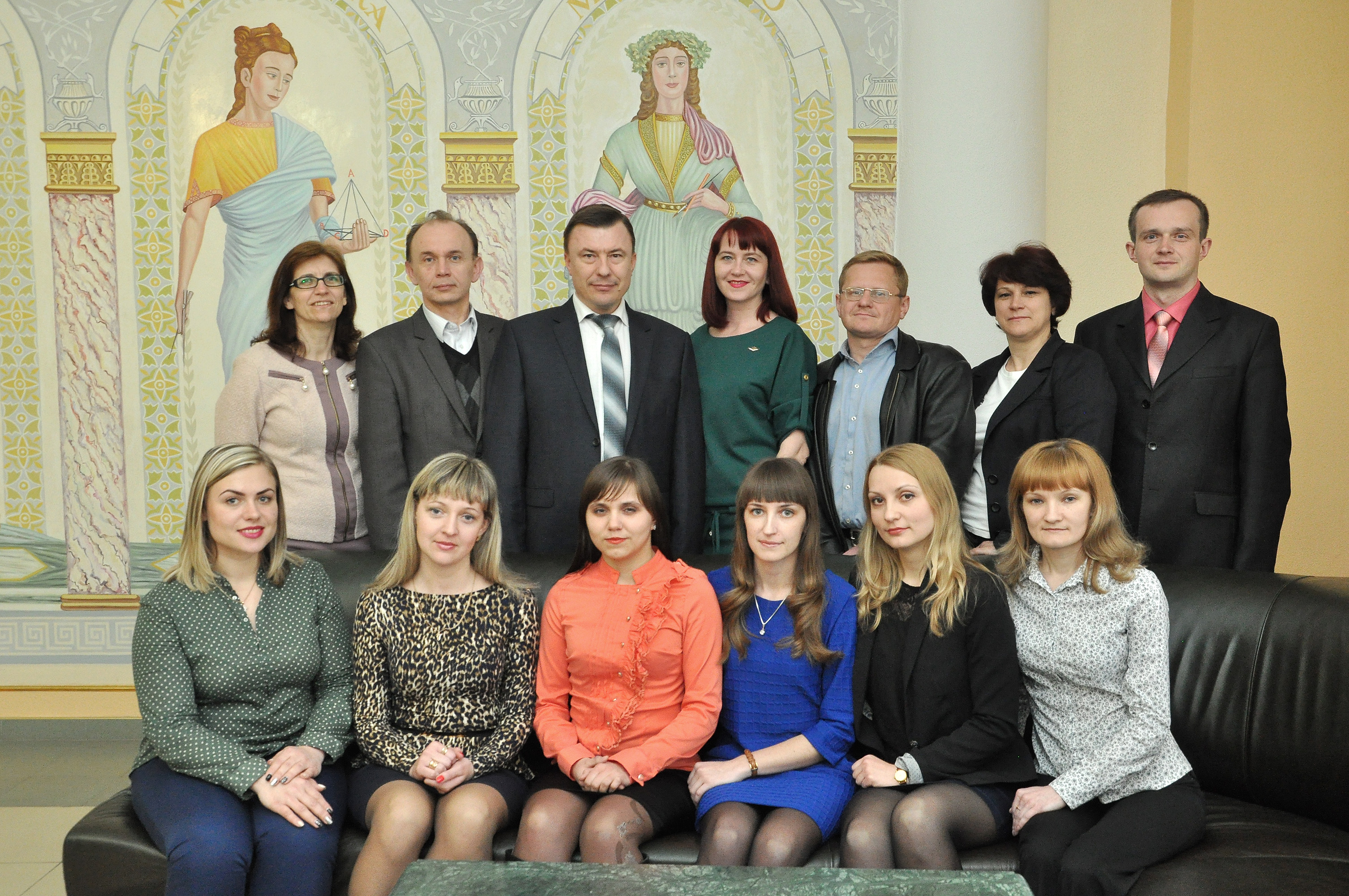
Колектив деканату факультету іноземних студентів. Петро Сельський — третій зліва (стоїть). 2016 рік

У 2005 році захистив кандидатську дисертацію на тему «Патологічна морфологія фонових захворювань шийки матки. Імунологічний та мікробіологічний аспекти».
У  2014 році захистив докторську дисертаційну роботу на тему «Інформаційна система управління якістю підготовки фахівців та надання медичної допомоги на первинному рівні».
Основні напрями наукової діяльності: проблеми клініко-морфологічних проявів патології матки, дослідження ішемічно-реперфузійного синдрому, ендокринної системи; застосування інноваційно-інформаційних методик у медичних дослідженнях та розробка інформаційних систем при підготовці медичних фахівців.
П. Р. Сельський підготував 3 кандидатів медичних наук. Під його керівництвом виконується 1 кандидатська дисертація.
Є автором понад 100 наукових праць, 3 авторських свідоцтв, 4 монографій та 5 посібників.

## Релігійна діяльність
Рукопокладений у сан пастора 16 грудня 2001 р., закінчив Рівненську духовну семінарію (кваліфікація — пастор-євангеліст).
Пастор Церкви християн віри євангельської, зокрема в церкві «Світло для світу» в Тернополі та церкви «Осанна» у Збаражі.

## Відзнаки
- Почесна грамота Кабінету Міністрів України (2012),
- Почесні грамоти Тернопільської обласної ради (2007, 2011).